# Physics Letters
Physics Letters là tập san khoa học về vật lý, ra đời năm 1962.
Năm 1966 nó chia tách thành hai loạt, A và B, và do nhà xuất bản Elsevier, Hà Lan phát hành.

## Nội dung
- Physics Letters Aː vật lý chất rắn, vật lý lý thuyết, khoa học phi tuyến, vật lý thống kê, vật lý toán học và tính toán, vật lý tổng quát và liên ngành (bao gồm cả cơ bản), nguyên tử, vật lý phân tử và và phân mảnh, plasma và vật lý chất lỏng, vật lý quang học, vật lý sinh học và khoa học nano.[2]
- Physics Letters B: vật lý hạt nhân, vật lý hạt nhân lý thuyết, vật lý năng lượng cao thực nghiệm, vật lý năng lượng cao về mặt lý thuyết, và vật lý thiên văn.[3]

Physics Letters B là một thành phần của "Sáng kiến SCOAP3".